# Arctaphaenops
Arctaphaenops is een geslacht van kevers uit de familie van de loopkevers (Carabidae). De wetenschappelijke naam van het geslacht is voor het eerst geldig gepubliceerd in 1925 door Meixner.

## Soorten
Het geslacht Arctaphaenops omvat de volgende soorten:
- Arctaphaenops angulipennis Meixner, 1925
- Arctaphaenops gaisbergeri Fischhuber, 1983
- Arctaphaenops muellneni Schmid, 1972